# Slijmspoorspikkelschijfje
Het slijmspoorspikkelschijfje (Ascobolus immersus, soortaanduiding immersus betekent onder het oppervlak) is een schimmel die behoort tot het geslacht Ascobolus van de familie Ascobolaceae van de ascomyceten. Het slijmspoorspikkelschijfje is in Nederland vrij zeldzaam en groeit op uitwerpselen van koeien, paarden, schapen, geiten, honden, nijlgaus, antilopen, olifanten, hazen en konijnen.
Het slijmspoorspikkelschijfje is heterothallisch en bipolair. De gesegmenteerde schimmeldraden zijn vertakt. De compartimenten van het mycelium bestaan uit meer cellen met kernen maar zonder celwanden (coenocytisch). In elk compartiment kunnen tien of meer kernen voorkomen, maar het eindcompartiment heeft meestal minder kernen. Het mycelium is zeer bleek tot bijna wit. De tussenwanden van de schimmeldraden zijn ringvormig met een centrale opening. Bij een opening liggen een tot vijf kleine, ronde, lichtbrekende lichaampjes, de zogenoemde Woronin-lichaampjes, die bij breuk voorkomen dat het protoplasma van de aanliggende compartimenten wegstroomt.
De bruine, geelbruine of groengele, zittende ascocarp is een apothecium. Het jonge apothecium is gesloten. Het volgroeide apothecium is rond of peervormig en aan de top open. Bij rijpheid steekt het apothecium uit de uitwerpselen en steken de een tot tien aanwezige sporenzakjes ver boven het oppervlak uit. Het apothecium is gewoonlijk 0,5-1,0 mm breed en 0,5-0,7 mm hoog. De bovenkant is vlak of bol. Het hymenium is zeer dun en bestaat uit 3-4 μm grote, isodiametrische cellen. Het merg is vrij dun en bestaat uit iets ronde of iets langwerpige, 7-19 μm grote cellen. De doorzichtige, draadvormige, 2-3 μm dikke parafysen zijn ongeveer 3 μm breed en hebben tussenwanden. Het lichtbruine excipulum is ongeveer 25 μm dik, bestaat uit twee of drie lagen van iets ronde of iets hoekige, dikwandige, 6-20 μm grote cellen en is bedekt met kleurloze, 5 μm dikke schimmeldraden.
De sporenzakjes zijn 490-720 × 100-130 μm groot, hebben een ronde top en een korte voetcel. De sporen zijn meestal in twee rijen van vier gerangschikt. De breed knuppelvormige tot zakvormige, gladde, purper tot violette ascosporen zijn 56-63 × 31,5-38 μm groot met een of enkele lijnen op het oppervlak. De spore is bedekt met een dikke, gelatineachtige massa. Ze worden in de turbulente luchtzone boven de bodem weggeschoten met behulp van een sporenkanon. De 'loop', het sporenzakje, van het sporenkanon wordt met behulp van een lenzensysteem door de lichtinval gericht. De benodigde druk wordt verkregen door osmose.